# Julia Dream
«Julia Dream» (с англ. — «Джулия-сон») — песня группы Pink Floyd, вышедшая на второй стороне сингла 1968 года «It Would Be So Nice». Автор музыки и слов песни — Роджер Уотерс, исполнитель вокальной партии — Дэвид Гилмор.

## О композиции
Помимо сингла, песня «Julia Dream» была также записана на сборниках The Best of the Pink Floyd 1970 года,
Relics 1971 года,
Masters of Rock 1974 года, The Early Singles 1992 года (изданном в составе бокс-сета Shine On).

## Участники записи
- Дэвид Гилмор — акустическая гитара, электрогитара, вокал;
- Роджер Уотерс — бас-гитара, бэк-вокал;
- Ричард Райт — меллотрон, орган Хаммонда;
- Ник Мейсон — ударные.